# Aleksey Polyakov
Aleksey Polyakov (in russo Алексей Поляков?; Šebekino, 28 febbraio 1974) è un allenatore di calcio ed ex calciatore uzbeko, di ruolo portiere, preparatore dei portieri della Lokomotiv Mosca-2.